# Larisa Yudina
Larisa Yúdina (22 de octubre de 1945 - 8 de junio de 1998). Periodista rusa, redactora jefe del diario de oposición, Soviétskaya Kalmykia Segodnia, fue asesinada en Elistá, la capital de la República de Kalmukia, mientras investigaba las malversaciones del presidente de la República Autónoma.
Antes de su muerte, la periodista había publicado una serie de artículos que acusaban a Kirsán Iliumzhínov, presidente de Kalmukia, de corrupción y malversación de fondos relacionados con el juego del ajedrez, de gran tradición y muy extendido en la República, hasta el punto de que es asignatura obligatoria en la escuela primaria. 
Tres hombres fueron condenados como ejecutores en relación con el asesinato, pero los nombres de los que lo instigaron permanecen hasta el momento desconocidos. Dos de los hombres que confesaron al asesinato, y fueron encarcelados, eran ayudantes a Kirsán Iliumzhínov. Sin embargo, no se encontraron pruebas que implicaran a Iliumzhínov como impulsor del crimen.